# Taça da Liga de 2019–20
A Taça da Liga de 2019–20 (conhecida por Allianz Cup de 2019–20 por motivos de patrocínio) foi a 13.ª edição da Taça da Liga. Participaram nesta edição da Taça da Liga 34 clubes (18 da Primeira Liga e 16 da Segunda Liga. O clube vencedor é, desde a época 2016–17, denominado como "Campeão de Inverno".

## Formato
O formato da Taça da Liga foi alterado em 2019–20 para o seguinte esquema:
- 1ª Eliminatória: 12 clubes da Segunda Liga, com excepção das 2 equipas B, disputam uma eliminatória a uma só mão, com sorteio puro.
- 2ª Eliminatória: aos vencedores da 1ª Eliminatória juntam-se os clubes da Primeira Liga que, na época anterior, se classificaram entre o 5º e o 18º lugar, bem como os 3 clubes que se classificaram entre o 1° e o 3° na Segunda Liga da época anterior e ainda o Gil Vicente, que subiu diretamente do Campeonato de Portugal para a Primeira Liga. Ficam de fora os 4 primeiros classificados da Primeira Liga da época anterior. A eliminatória é disputada a uma só mão, com sorteio puro.
- Fase de Grupos: aos vencedores da 2ª Eliminatória juntam-se os 4 primeiros classificados da Primeira Liga na época anterior para formarem 4 grupos de 4 equipas cada, no formato todos contra todos a uma volta. No sorteio, os 4 clubes anteriormente isentos serão cabeças-de-série, ficando alocados um em cada grupo.
- Final Four: apenas os vencedores de cada grupo se apuram para a chamada "Final Four", que nesta edição teve lugar na cidade de Braga. Os jogos das meias-finais e da final foram  disputados no Estádio Municipal de Braga entre 21 e 25 de janeiro de 2020, a uma só mão. Não há jogo relativo ao 3º lugar.

| Fase                         | Participantes na Eliminatória | Participantes na Eliminatória                       |
| Fase                         | Equipas entrando nesta fase | Equipas avançando da fase anterior                  |
| ---------------------------- | --- | --------------------------------------------------- |
| 1ª Eliminatória (12 equipas) | - 10 equipas classificadas do 5° ao 15° lugar na Segunda Liga de 2018–19 - 2 equipas classificadas do 1° ao 2° lugar no Campeonato de Portugal de 2018–19                                                      |                                                     |
| 2ª Eliminatória (24 equipas) | - 14 equipas classificadas do 5º ao 18º lugar na Primeira Liga de 2018–19 - 3 equipas classificadas do 1° ao 3° lugar na Segunda Liga de 2018–19 - 1 equipas classificada do Campeonato de Portugal de 2018–19 | - 6 vencedores da 1ª eliminatória                   |
| Fase de Grupos (16 equipas)  | - 4 equipas classificadas do 1º ao 4º lugar na Primeira Liga de 2018–19 | - 12 vencedores da 2ª eliminatória                  |
| Meias-finais (4 equipas)     | | - 4 primeiros colocados dos grupos da fase anterior |
| Final (2 equipas)            | | - 2 vencedores das meias-finais                     |

Desempates
Na Fase de Grupos em caso de empate na classificação aplicam-se os seguintes critérios de desempate: 
- Melhor diferença de golos em todos os jogos do Grupo;
- Maior número de golos marcados em todos os jogos do Grupo;
- Menor média de idades dos jogadores utilizados em todos os jogos do Grupo.

Nas restantes eliminatórias, após empate no tempo regulamentar segue-se o desempate por grandes penalidades, sem recurso prévio a prolongamento.

## Equipas
Participam nesta competição as seguintes 34 equipas:
| - Benfica (1º) | - FC Porto (2º) | - Sporting (3º) | - Braga (4º) |

| - Vitória de Guimarães (5º) - Moreirense (6º) - Rio Ave (7º) - Boavista (8º) - Belenenses (9º) | - Santa Clara (10º) - Marítimo (11º) - Portimonense (12º) - Vitória de Setúbal (13º) - Aves (14º) | - Tondela (15º) - Chaves (16º) - Nacional (17º) - Feirense (18º) | - Paços de Ferreira (1º II) - Famalicão (2º II) - Estoril Praia (3º II) - Gil Vicente (CP) |

| - Académica de Coimbra (5º) - Covilhã (6º) - Leixões (7º) | - Penafiel (8º) - Farense (10º) - Académico de Viseu (11º) | - UD Oliveirense (12º) - Cova da Piedade (13º) - Mafra (14º) | - Varzim (15º) - Casa Pia (1º CP) - Vilafranquense (2º CP) |

nº - Posição na liga da época anterior; II - Segunda Liga; CP - Campeonato de Portugal

## Calendário
O sorteio da 1ª e 2ª eliminatórias foi realizado no Porto e o da Fase de Grupos e Final Four em Oeiras. 
| Ronda           | Ronda           | Data do sorteio       | Data dos jogos                                                                                 | Equipas | Jogos |
| --------------- | --------------- | --------------------- | ---------------------------------------------------------------------------------------------- | ------- | ----- |
| 1ª Eliminatória | 1ª Eliminatória | 5 de julho de 2019    | 27-28 de julho de 2019                                                                         | 34 → 28 | 6     |
| 2ª Eliminatória | 2ª Eliminatória | 5 de julho de 2019    | 3 de agosto de 2019; 5 de agosto de 2019                                                       | 28 → 16 | 12    |
| Fase de grupos  | 1ª jornada      | 3 de setembro de 2019 | 25-26 de setembro de 2019; 5 de outubro de 2019; 13 de outubro de 2019; 16 de novembro de 2019 | 16 → 4  | 24    |
| Fase de grupos  | 2ª jornada      | 3 de setembro de 2019 | 4-5 de outubro de 2019; 7 de outubro de 2019; 3-5 de dezembro de 2019                          | 16 → 4  | 24    |
| Fase de grupos  | 3ª jornada      | 3 de setembro de 2019 | 21-22 de dezembro de 2019                                                                      | 16 → 4  | 24    |
| Final Four      | Meias-finais    | 3 de setembro de 2019 | 21–22 de janeiro de 2020                                                                       | 4 → 2   | 2     |
| Final Four      | Final           | 3 de setembro de 2019 | 25 de janeiro de 2020                                                                          | 2 → 1   | 1     |

## 1ª Eliminatória
O sorteio da 1ª Eliminatória decorreu a 5 de julho de 2019. Os jogos foram disputados a 27 e a 28 de julho de 2019. Entraram nesta fase um total de 12 equipas da Segunda Liga.
| 27 julho 2019                                            | Académica de Coimbra | 1 – 1 (4 – 3 pen.)                                 | Farense          | Coimbra                                                                   |  |
| 20:30                                                    | Reko 89'             | Report                                             | André Vieira 78' | Estádio: Estádio Cidade de Coimbra Público: 1 533 Árbitro: João Gonçalves |  |
|                                                          |                      | Penalidades                                        |                  |                                                                           |  |
| Convertido · Convertido · Convertido · Erro · Convertido |                      | Erro · Convertido · Convertido · Convertido · Erro |                  |                                                                           |  |

| 28 julho 2019 | Casa Pia | 0 – 0 (4 – 1 pen.) | Vilafranquense | Lisboa                                                          |  |
| 16:00         |          | Report             |                | Estádio: Estádio Pina Manique Público: 391 Árbitro: Luís Máximo |  |

| 28 julho 2019 | Penafiel        | 1 – 0  | Académico de Viseu | Penafiel                                                                  |  |
| 16:00         | Jorge Pires 90' | Report |                    | Estádio: Estádio Municipal 25 de Abril Público: 501 Árbitro: André Castro |  |

| 28 julho 2019 | UD Oliveirense                                  | 2 – 1  | Mafra              | Aveiro                                                                   |  |
| 16:00         | António Oliveira 15' (pen.) · Marcos Junior 41' | Report | Diego Medeiros 61' | Estádio: Estádio Municipal de Aveiro Público: 364 Árbitro: Sérgio Guelho |  |

| 28 julho 2019                                                  | Leixões | 0 – 0 (5 – 4 pen.)                                       | Cova da Piedade | Matosinhos                                                        |  |
| 16:00                                                          |         | Report                                                   |                 | Estádio: Estádio do Mar Público: 1 210 Árbitro: Anzhony Rodrigues |  |
|                                                                |         | Penalidades                                              |                 |                                                                   |  |
| Convertido · Convertido · Convertido · Convertido · Convertido |         | Convertido · Erro · Convertido · Convertido · Convertido |                 |                                                                   |  |

| 28 julho 2019                               | Covilhã | 0 – 0 (3 – 1 pen.)              | Varzim | Covilhã                                                                                |  |
| 18:00                                       |         | Report                          |        | Estádio: Estádio Municipal José dos Santos Pinto Público: 455 Árbitro: Miguel Nogueira |  |
|                                             |         | Penalidades                     |        |                                                                                        |  |
| Convertido · Erro · Convertido · Convertido |         | Convertido · Erro · Erro · Erro |        |                                                                                        |  |

## 2ª Eliminatória
O sorteio da 2ª Eliminatória decorreu a 5 de julho de 2019. Os jogos foram disputados a 3 e 5 de agosto de 2019. Entraram nesta fase um total de 15 equipas da Primeira Liga mais 3 equipas da Segunda Liga.
| 3 agosto 2019 | Vitória de Setúbal | 1 – 0  | Moreirense | Setúbal                                                       |  |
| 16:00         | Artur Jorge 69'    | Report |            | Estádio: Estádio do Bonfim Público: 3 341 Árbitro: João Bento |  |

| 3 agosto 2019 | Casa Pia                       | 2 – 0  | Boavista | Lisboa                                                           |  |
| 16:00         | Martim 47' · Wilson Kenidy 83' | Report |          | Estádio: Estádio Pina Manique Público: 436 Árbitro: Rui Oliveira |  |

| 3 agosto 2019 | Leixões      | 1 – 2  | Marítimo                         | Matosinhos                                                        |  |
| 16:00         | Harramiz 13' | Report | Jorge Correa 26' · Jhon Cley 45' | Estádio: Estádio do Mar Público: 1 380 Árbitro: Artur Soares Dias |  |

| 3 agosto 2019 | Penafiel  | 1 – 0  | Tondela | Penafiel                                                                   |  |
| 16:00         | Pires 73' | Report |         | Estádio: Estádio Municipal 25 de Abril Público: 573 Árbitro: António Nobre |  |

| 3 agosto 2019                                      | Nacional             | 2 – 2 (3 – 4 pen.)                                       | Chaves                             | Funchal                                                       |  |
| 16:00                                              | Bryan Rochez 60' 77' | Report                                                   | Higor Platiny 11' · André Luís 76' | Estádio: Estádio da Madeira Público: 357 Árbitro: Manuel Mota |  |
|                                                    |                      | Penalidades                                              |                                    |                                                               |  |
| Convertido · Convertido · Erro · Convertido · Erro |                      | Convertido · Convertido · Convertido · Erro · Convertido |                                    |                                                               |  |

| 3 agosto 2019 | Belenenses SAD | 0 – 1  | Santa Clara             | Oeiras                                                                     |  |
| 17:00         |                | Report | Osama Rashid 81' (pen.) | Estádio: Estádio Nacional do Jamor Público: 1 107 Árbitro: Gustavo Correia |  |

| 3 agosto 2019 | Gil Vicente                                | 3 – 2  | Aves                   | Vila das Aves                                                                        |  |
| 18:00         | Sandro Lima 63' · Lourency 72' · Kraev 90' | Report | Welinton 53' · Peu 75' | Estádio: Estádio do Clube Desportivo das Aves Público: 1 271 Árbitro: Iancu Vasilica |  |

| 3 agosto 2019 | Famalicão | 0 – 2  | Covilhã                               | Famalicão                                                                      |  |
| 18:00         |           | Report | Jean Batista 29' · Ludgério Silva 33' | Estádio: Estádio Municipal 22 de Junho Público: 3 022 Árbitro: Cláudio Pereira |  |

| 3 agosto 2019 | Portimonense                                 | 2 – 0  | Académica de Coimbra | Portimão                                                                       |  |
| 18:00         | Paulinho 18' (pen.) · Aylton Boa Morte 45+2' | Report | Fábio Espinho 58'    | Estádio: Estádio Municipal de Portimão Público: 1 985 Árbitro: Manuel Oliveira |  |

| 3 agosto 2019 | Rio Ave                                                                                               | 6 – 1  | Oliveirense           | Vila do Conde                                                      |  |
| 18:00         | Nuno Santos 27' 57' · Filipe Augusto 31' (pen.) · Diego Lopes 42'< · Mehdi Taremi 70' · Tarantini 87' | Report | Mohammed Bouldini 68' | Estádio: Estádio dos Arcos Público: 1 551 Árbitro: Hélder Malheiro |  |

| 3 agosto 2019                   | Paços de Ferreira | 1 – 1 (5 – 4 pen.)   | Estoril     | Paços de Ferreira                                                        |  |
| 18:00                           | André Micael 31'  | Report               | Roberto 79' | Estádio: Estádio Capital do Móvel Público: 1 192 Árbitro: Vítor Ferreira |  |
|                                 |                   | Penalidades          |             |                                                                          |  |
| Pedrinho Bruno Teles André Leão |                   | Roberto Ruben Belima |             |                                                                          |  |

| 5 agosto 2019 | Feirense | 0 – 1  | Vitória de Guimarães   | Santa Maria da Feira                                                       |  |
| 19:45         |          | Report | Valeriy Bondarenko 10' | Estádio: Estádio Marcolino de Castro Público: 2 232 Árbitro: Carlos Xistra |  |

## Fase de Grupos
O sorteio da Fase de Grupos decorreu a 3 de setembro de 2019. Esta fase é constituída por 4 grupos de 4 equipas cada. Apenas se apuram para a Final Four os vencedores de cada Grupo.
| Fase de Grupos (equipas apuradas) | Fase de Grupos (equipas apuradas) | Fase de Grupos (equipas apuradas) | Fase de Grupos (equipas apuradas) | Fase de Grupos (equipas apuradas) | Fase de Grupos (equipas apuradas) | Fase de Grupos (equipas apuradas) | Fase de Grupos (equipas apuradas) |
| --------------------------------- | --------------------------------- | --------------------------------- | --------------------------------- | --------------------------------- | --------------------------------- | --------------------------------- | --------------------------------- |
| Benfica (I)                       | FC Porto (I)                      | Sporting (I)                      | SC Braga (I)                      | Vitória de Setúbal (I)            | Gil Vicente (I)                   | Marítimo (I)                      | Santa Clara (I)                   |
| Portimonense (I)                  | Vitória de Guimarães (I)          | Paços de Ferreira (I)             | Rio Ave (I)                       | Chaves (II)                       | Casa Pia (II)                     | Penafiel (II)                     | Covilhã (II)                      |

### Grupo A
| Time              | J | V | E | D | GP | GC | SG | Pts |
| ----------------- | - | - | - | - | -- | -- | -- | --- |
| Braga             | 3 | 3 | 0 | 0 | 9  | 3  | +6 | 9   |
| Paços de Ferreira | 3 | 1 | 1 | 1 | 4  | 6  | −2 | 4   |
| Marítimo          | 3 | 0 | 2 | 1 | 2  | 3  | −1 | 2   |
| Penafiel          | 3 | 0 | 1 | 2 | 2  | 5  | −3 | 1   |

| 13 outubro 2019 | Braga                          | 2 – 1  | Marítimo           | Braga                                                                    |  |
| 15:00           | André Horta 10' · Paulinho 34' | Report | Franck Bambock 66' | Estádio: Estádio Municipal de Braga Público: 5 041 Árbitro: Nuno Almeida |  |

| 13 outubro 2019 | Penafiel        | 1 – 2  | Paços de Ferreira                              | Penafiel                                                                    |  |
| 16:00           | Yuri Araújo 17' | Report | Murilo Freitas 49' (pen.) · Whelton 83' (pen.) | Estádio: Estádio Municipal 25 de Abril Público: 522 Árbitro: Iancu Vasilica |  |

| 5 outubro 2019 | Paços de Ferreira  | 1 – 1  | Marítimo         | Paços de Ferreira                                                   |  |
| 18:00          | Murilo Freitas 18' | Report | Jorge Correa 76' | Estádio: Estádio Capital do Móvel Público: 975 Árbitro: Manuel Mota |  |

| 7 outubro 2019 | Penafiel         | 1 – 3  | Braga                                               | Penafiel                                                                       |  |
| 20:15          | Alan Schones 72' | Report | Rui Fonte 2' · Pablo Santos 17' · Ricardo Horta 67' | Estádio: Estádio Municipal 25 de Abril Público: 1 103 Árbitro: Cláudio Pereira |  |

| 21 dezembro 2019 | Marítimo | 0 – 0  | Penafiel | Funchal                                                               |  |
| 15:00            |          | Report |          | Estádio: Estádio dos Barreiros Público: 1 586 Árbitro: Iancu Vasilica |  |

| 22 dezembro 2019 | Paços de Ferreira | 1 – 4  | Braga                                                                              | Paços de Ferreira                                                      |  |
| 17:00            | Douglas Tanque 1' | Report | Fransérgio 44' · João Palhinha 51' · Ricardo Horta 71' · Wilson Eduardo 75' (pen.) | Estádio: Estádio Capital do Móvel Público: 2 472 Árbitro: Luís Godinho |  |

### Grupo B
| Time                 | J | V | E | D | GP | GC | SG | Pts |
| -------------------- | - | - | - | - | -- | -- | -- | --- |
| Vitória de Guimarães | 3 | 2 | 1 | 0 | 5  | 0  | +5 | 7   |
| Benfica              | 3 | 0 | 3 | 0 | 3  | 3  | 0  | 3   |
| Vitória de Setúbal   | 3 | 0 | 2 | 1 | 3  | 5  | −2 | 2   |
| Covilhã              | 3 | 0 | 2 | 1 | 2  | 5  | −3 | 2   |

| 25 setembro 2019 | Benfica | 0 – 0  | Vitória de Guimarães | Lisboa                                                     |  |
| 19:00            |         | Report |                      | Estádio: Estádio da Luz Público: 37 507 Árbitro: Rui Costa |  |

| 5 outubro 2019 | Covilhã              | 1 – 1  | Vitória de Setúbal             | Covilhã                                                                                  |  |
| 16:00          | Ludgério Silva 90+2' | Report | Tiago Moreira 36' (Gol-contra) | Estádio: Estádio Municipal José dos Santos Pinto Público: 1 014 Árbitro: Gustavo Correia |  |

| 3 dezembro 2019 | Covilhã    | 1 – 1  | Benfica  | Covilhã                                                                               |  |
| 20:15           | Bonani 46' | Report | Jota 82' | Estádio: Estádio Municipal José dos Santos Pinto Público: 2 678 Árbitro: Rui Oliveira |  |

| 4 dezembro 2019 | Vitória de Setúbal | 0 – 2  | Vitória de Guimarães | Setúbal                                                            |  |
| 18:45           |                    | Report | Léo Bonatini 31' 37' | Estádio: Estádio do Bonfim Público: 1 736 Árbitro: Fábio Veríssimo |  |

| 21 dezembro 2019 | Vitória de Guimarães                | 3 – 0  | Covilhã | Guimarães                                                              |  |
| 20:00            | Davidson 65' 86' · Léo Bonatini 72' | Report |         | Estádio: Estádio D. Afonso Henriques Público: 7 191 Árbitro: Rui Costa |  |

| 21 dezembro 2019 | Vitória de Setúbal      | 2 – 2  | Benfica                      | Setúbal                                                            |  |
| 20:00            | Hélder Guedes 83' 90+2' | Report | Raúl de Tomás 49' · Jota 73' | Estádio: Estádio do Bonfim Público: 4 084 Árbitro: Manuel Oliveira |  |

### Grupo C
| Time         | J | V | E | D | GP | GC | SG | Pts |
| ------------ | - | - | - | - | -- | -- | -- | --- |
| Sporting     | 3 | 2 | 0 | 1 | 7  | 4  | +3 | 6   |
| Rio Ave      | 3 | 1 | 1 | 1 | 3  | 3  | 0  | 4   |
| Portimonense | 3 | 1 | 1 | 1 | 5  | 6  | −1 | 4   |
| Gil Vicente  | 3 | 1 | 0 | 2 | 2  | 4  | −2 | 3   |

### Grupo D
| Time        | J | V | E | D | GP | GC | SG | Pts |
| ----------- | - | - | - | - | -- | -- | -- | --- |
| FC Porto    | 3 | 3 | 0 | 0 | 8  | 2  | +6 | 9   |
| Chaves      | 3 | 2 | 0 | 1 | 4  | 4  | 0  | 6   |
| Casa Pia    | 3 | 1 | 0 | 2 | 2  | 5  | −3 | 3   |
| Santa Clara | 3 | 0 | 0 | 3 | 1  | 4  | −3 | 0   |

## Final Four
As meias-finais foram disputadas a 21 e 22 de Janeiro, enquanto que a final foi disputada no dia 25 de Janeiro de 2020. As meias-finais e a final foram realizadas no Estádio Municipal de Braga. 
|  | Meias-Finais         | Meias-Finais         | Meias-Finais |          |       | Final | Final | Final |  |
|  |                      |                      |              |          |       |       |       |       |  |
|  | Braga                | Braga                | 2            |          |       |       |       |       |  |
|  | Braga                | Braga                | 2            |          |       |       |       |       |  |
|  | Sporting             | Sporting             | 1            |          |       |       |       |       |  |
|  | Sporting             | Sporting             | 1            |          | Braga | Braga | 1     |       |  |
|  |                      |                      |              |          | Braga | Braga | 1     |       |  |
|  |                      |                      | FC Porto     | FC Porto | 0     |       |       |       |  |
|  | Vitória de Guimarães | Vitória de Guimarães | FC Porto     | FC Porto | 0     | 1     |       |       |  |
|  | Vitória de Guimarães | Vitória de Guimarães |              |          |       |       |       |       |  |
|  | FC Porto             | FC Porto             | 2            |          |       |       |       |       |  |

## Meias-Finais
As Meias-Finais foram disputadas a 21 e a 22 de Janeiro de 2020.
| 21 Janeiro 2020 | Braga                           | 2 – 1  | Sporting           | Braga                                                                     |  |
| 19:45           | Ricardo Horta 8' · Paulinho 90' | Report | Jérémy Mathieu 44' | Estádio: Estádio Municipal de Braga Público: 10 047 Árbitro: Nuno Almeida |  |

| 22 Janeiro 2020 | Vitória de Guimarães | 1 – 2  | FC Porto                              | Braga                                                                    |  |
| 19:45           | Tapsoba 64' (pen.)   | Report | Alex Telles 65' · Tiquinho Soares 73' | Estádio: Estádio Municipal de Braga Público: 13 102 Árbitro: Jorge Sousa |  |

## Final
A Final foi disputada a 25 de Janeiro de 2020 no Estádio Municipal de Braga.
| 25 Janeiro 2020 | Braga               | 1 – 0  | FC Porto | Estádio Municipal de Braga                       |
| 19:45           | Ricardo Horta 90+5' | Report |          | Público: 23 794 Árbitro: Luís Godinho (AF Évora) |

## Campeão
| Taça da Liga de 2019–20 |
| ----------------------- |
| SC Braga 2.º Título     |